# آکوافور
آکوافور (انگلیسی: Aquaphor) شرکت لوازم بهداشتی آلمانی است، که در سال ۱۹۲۵ تأسیس شد.